# Glenea delkeskampi
Glenea delkeskampi là một loài bọ cánh cứng trong họ Cerambycidae.